# Municipio Toro Toro
Das Municipio Toro Toro (Quechua T’uru T’uru munisipyu) ist ein verwaltungsbezirk im Departamento Potosí im südamerikanischen Anden-Staat Bolivien.

## Lage im Nahraum
Das Municipio Toro Toro ist eins von zwei Municipios in der Provinz Charcas und grenzt im Westen an das Municipio San Pedro de Buena Vista, im Nordwesten an die Provinz Bernardino Bilbao, im Norden und Osten an das Departamento Cochabamba und im Süden an das Departamento Chuquisaca.

## Geographie
Torotoro liegt zwischen den beiden Anden-Gebirgsketten der Cordillera Central und Cordillera Oriental.
Das Klima ist wegen der Höhenlage angenehm ausgeglichen, jedoch über weite Teile des Jahres sehr trocken. Die mittlere Durchschnittstemperatur der Region liegt bei etwa 18 °C (siehe Klimadiagramm Torotoro), die Monatsmittel schwanken nur unwesentlich zwischen 14,5 °C im Juli und 20 °C von November bis Januar. Der Jahresniederschlag beträgt etwa 560 mm, bei einer deutlich ausgeprägten Trockenzeit von April bis Oktober mit Monatsniederschlägen unter 25 mm und einer Feuchtezeit von Dezember bis Februar mit deutlich über 100 mm Monatsniederschlag.

## Bevölkerung
Die Einwohnerzahl ist zwischen 1992 und 2024 nur geringfügig angestiegen:
| Jahr | Einwohner | Quelle       |
| ---- | --------- | ------------ |
| 1992 | 9.228     | Volkszählung |
| 2001 | 10.535    | Volkszählung |
| 2012 | 10.870    | Volkszählung |
| 2024 | 10.719    | Volkszählung |

Die Lebenserwartung der Neugeborenen liegt bei 52 Jahren, der Alphabetisierungsgrad bei den über 15-Jährigen bei nur 58 Prozent, und der Anteil der städtischen Bevölkerung im Municipio beträgt 0 Prozent. (2001)

## Politik
Ergebnis der Regionalwahlen (concejales del municipio) vom 4. April 2010:
| Wahl- berechtigte |  | Wahl- beteiligung | gültige Stimmen |  | MAS-IPSP |
| ----------------- |  | ----------------- | --------------- |  | -------- |
| 4.270             |  | 3.461             | 2.493           |  | 2.493    |
|                   |  | 81,1 %            | 72,0 %          |  | 100,0 %  |

Ergebnis der Regionalwahlen (elecciones de autoridades políticas) vom 7. März 2021:
| Wahl- berechtigte |  | Wahl- beteiligung | gültige Stimmen |  | MAS-IPSP | AS     | MTS    | PAN-BOL |
| ----------------- |  | ----------------- | --------------- |  | -------- | ------ | ------ | ------- |
| 5.414             |  | 4.454             | 3.870           |  | 3.266    | 283    | 175    | 84      |
|                   |  | 82,27 %           | 86,89 %         |  | 84,39 %  | 7,31 % | 4,52 % | 2,17 %  |

## Gliederung
Das Municipio Toro Toro unterteilte sich im Jahr 2012 in vier Kantone (cantones):
- 05-0502-01/03/06 Kanton Toro Toro – 79 Ortschaften – 7.873 Einwohner
- 05-0502-02 Kanton Carasi – 6 Ortschaften – 647 Einwohner
- 05-0502-04 Kanton Añahuani – 11 Ortschaften – 1.599 Einwohner
- 05-0502-05 Kanton Julo Grande – 6 Ortschaften – 751 Einwohner

## Ortschaften im Municipio Toro Toro
- Kanton Toro Toro
  - Toro Toro 1304 Einw. – Carasi 325 Einw. – Calahuta 246 Einw. – Molle Cancha 190 Einw.

- Kanton Carasi
  - Pocosuco 223 Einw.

- Kanton Añahuani
  - Añahuani 558 Einw. – Rodeo Escalon - Añahuani 215 Einw. – Saca Villque Sub Pocosuco 64 Einw.

- Kanton Julo Grande
  - Julo Grande 200 Einw.